# Rabassa de Perellós
El llinatge dels Rabassa de Perellós, també cognomenats Perellós i que foren la seva línia valenciana, fou iniciada per Francesc de Perellós, fill de Francesc I. Fou pare de Violant i de Francesc de Perellós i de Pròixida.
Violant de Perellós i de Pròixida, dita la Nina de Perellós, obtingué béns mobles del vescomte d'Illa, padrastre seu. Fou senyora de Sant Feliu d'Amunt, Sant Feliu d'Avall i el Soler i sembla que no es casà. Deixà hereu Antoni Pinya, de Perpinyà, heretat que fou impugnada per Gregori Burgues, fill de Francesc, fill legitimat d'ella i d'un altre Gregori Burgues; el testament fou anul·lat i l'herència adjudicada el 1457 als Burgues.
Francesc de Perellós i de Pròixida fou senyor de Coaner i de Torroella de Bages i obtingué de la seva mare els drets sobre les rendes antigues de Vic (1402), que vengué a Romeu de Santhilari (1415). Tingué un plet amb Gilebert de Centelles sobre drets hereditaris de Bernat de Centelles (1409). Es casà amb Joana Rabassa, hereva de Gener Rabassa, i des d'aleshores començà a dir-se també Gener Rabassa.
Llur net, Gener III Rabassa de Perellós i de Montagut (mort el 1513) comprà el 1495 la baronia de Dosaigües als Lladró de Vilanova i vinculà els seus béns amb obligació que tots els hereus es diguessin Gener Rabassa de Perellós. El seu fill fou Gener IV Rabassa de Perellós i Vives de Boïl. Tingué un fill amb Àngela d'Àxer –una parenta seva en grau prohibit per al matrimoni–, que es digué Ramon, i que fou legitimat el 1547.
Ramon, adoptà el nom de Gener V Rabassa de Perellós i d'Àxer i fou baró de Dosaigües i senyor de Benetússer. Fou pare de Ramon de Perellós i de Rocafull i de Gener VI Rabassa de Perellós i de Rocafull, cavaller d'Alcàntara, que fou creat (1699) marquès de Dosaigües.
Gener VII Rabassa de Perellós i Pardo de la Casta, fill de Gener VI, uní al seu patrimoni la baronia de Picassent i fou pare de Gener VIII Rabassa de Perellós i de Lanuza (mort el 1765), que incorporà al patrimoni el comtat d'Albatera i les baronies de Bétera i Daia com a descendent dels Rocafull. El 1737 adquirí, per concòrdia, les baronies de Llutxent, Castalla i la Font de la Figuera. El 1745 es casà amb Maria Helena de Lanuza-Montbui-Vilarig i de Boixadors, comtessa de Plasència, vescomtessa de Rueda i Perellós i baronessa de Montbui.
Llur net, Gener X Rabassa de Perellós i de Palafox, cinquè marquès de Dosaigües, extingí el cognom, ja que va morir solter a Roma, el 1843. Deixà hereu universal Vicent Dasí i Lluesma, fill del seu administrador Vicent Dasí i Mestre i de Manuela Lluesma i March. Aquesta successió fou impugnada pels parents més propers, els Marimon, marquesos de Cerdanyola. Finalment l'herència passà als Dasí i els títols als Marimon, excepte el marquesat de Dosaigües, la renúncia al qual, mitjançant una forta compensació econòmica a aquests, fou obtinguda per Dasí, que, així mateix, obtingué que la reina Isabel II d'Espanya li concedís el títol com a cap d'un nou llinatge.
La branca de Tàrrega sembla que fou iniciada per Francesc Rabassa de Perellós —que seria un altre fill de Francesc de Perellós i de Joana Rabassa—, i s'extingí, pel que sembla, a la segona meitat del segle xviii.